# Vòng loại Cúp bóng đá châu Á 1996
Vòng loại Cúp bóng đá châu Á 1996 là một chuỗi các trận đấu giữa 33 đội là thành viên của Liên đoàn bóng đá châu Á (AFC) nhằm chọn ra 10 đội bóng cùng với chủ nhà UAE và đương kim vô địch Nhật Bản tranh tài tại AFC Asian Cup 1996.

## Thể thức
Vòng loại chỉ diễn ra duy nhất một vòng. Các đội được chia vào 10 bảng thi đấu với nhau theo thể thức vòng tròn một lượt hoặc sân nhà - sân khách (tùy bảng đấu). Đội nhất bảng sẽ giành quyền tham dự AFC Asian Cup 1996 (được tổ chức tại UAE).

## Kết quả

### Bảng 1
| Đội               | ST | T | H | B | BT | BB | HS  | Đ | Giành quyền tham dự |  | Hàn Quốc | Việt Nam | TPE | Guam |
| ----------------- | -- | - | - | - | -- | -- | --- | - | ------------------- |  | -------- | -------- | --- | ---- |
| Hàn Quốc          | 3  | 3 | 0 | 0 | 17 | 0  | +17 | 9 | AFC Asian Cup 1996  |  |          |          | 4–0 | 9–0  |
| Việt Nam (H)      | 3  | 2 | 0 | 1 | 13 | 5  | +8  | 6 |                     |  | 0–4      |          | 4–1 | 9–0  |
| Đài Bắc Trung Hoa | 3  | 1 | 0 | 2 | 10 | 10 | 0   | 3 |                     |  |          |          |     |      |
| Guam              | 3  | 0 | 0 | 3 | 2  | 27 | −25 | 0 |                     |  |          | 2–9      |     |      |

| Việt Nam                                         | 4–1 | Đài Bắc Trung Hoa  |
| ------------------------------------------------ | --- | ------------------ |
| Lê Huỳnh Đức 16', 56', 64' · Nguyễn Hồng Sơn 75' |     | Huang Che-ming 23' |

| Hàn Quốc | 9–0 | Guam |
| --- | --- | ---- |
| Park Tae-ha 12', 14', 40' · Kim Hyun-seok 25', 36', 55' · Kim Do-hoon 19' · Seo Hyo-won 52' · Choi Moon-sik 85' |     |      |

| Việt Nam | 9–0 | Guam |
| --- | --- | ---- |
| Chu Văn Mùi 28', 44' · Đặng Phương Nam 32', 52', 77' · Nguyễn Chí Bảo 56', 65' · Nguyễn Ni Cương 60' · Lê Huỳnh Đức 72' |     |      |

| Hàn Quốc                                                  | 4–0 | Đài Bắc Trung Hoa |
| --------------------------------------------------------- | --- | ----------------- |
| Hong Myung-bo 9' · Kim Do-hoon 19' · Park Tae-ha 48', 70' |     |                   |

| Guam                             | 2–9 | Đài Bắc Trung Hoa                                                                                              |
| -------------------------------- | --- | --- |
| Edwin Cunliffe 73' · Marinos 83' |     | Chu Wai Fung 1', 13', 14' · Chen Fa Liang 16', 30' · Ka Fong Teng 57', 59' · Chai Ka Seng 81' · Tun Fang 90+1' |

| Việt Nam | 0–4 | Hàn Quốc                                                               |
| -------- | --- | ---------------------------------------------------------------------- |
|          |     | Shin Tae-yong 1' · Roh Sang-rae 8' · Park Tae-ha 17' · Seo Hyo-won 83' |

### Bảng 2
| Đội           | ST | T | H | B | BT | BB | HS  | Đ | Giành quyền tham dự |     | Trung Quốc | Hồng Kông | Ma Cao | Philippines |
| ------------- | -- | - | - | - | -- | -- | --- | - | ------------------- | --- | ---------- | --------- | ------ | ----------- |
| Trung Quốc    | 3  | 3 | 0 | 0 | 16 | 1  | +15 | 9 | AFC Asian Cup 1996  |     |            |           | 7–1    |             |
| Hồng Kông (H) | 3  | 2 | 0 | 1 | 12 | 3  | +9  | 6 |                     |     | 0–2        |           | 4–1    | 8–0         |
| Ma Cao        | 3  | 1 | 0 | 2 | 7  | 12 | −5  | 3 |                     |     |            |           | 5–1    |             |
| Philippines   | 3  | 0 | 0 | 3 | 1  | 20 | −19 | 0 |                     | 0–7 |            |           |        |             |

| Hồng Kông                                                                                               | 8–0 | Philippines |
| --- | --- | ----------- |
| Chan Tsi-Kong 3', 80' · Bredbury 39', 42' · Lee Kin Wo 59' · Wai Kwai-Lung 82', 83' · Leslie Santos 90' |     |             |

| Trung Quốc                                                                              | 7–1 | Ma Cao             |
| --------------------------------------------------------------------------------------- | --- | ------------------ |
| Peng Weiguo 28' (ph.đ.), 45' · Su Maozhen 44' · Li Bing 48', 66', 89' · Hao Haidong 76' |     | Ung Siu-Cheong 42' |

| Philippines | 0–7 | Trung Quốc                                                                     |
| ----------- | --- | ------------------------------------------------------------------------------ |
|             |     | Hao Haidong 17', 58', 63' · Ma Mingyu 60' · Su Maozhen 77', 87' · Gao Feng 83' |

| Hồng Kông                                       | 4–1 | Ma Cao           |
| ----------------------------------------------- | --- | ---------------- |
| Au Wai Lun 26' · Bredbury 72', 75' (ph.đ.), 77' |     | José Martins 70' |

| Ma Cao                                                         | 5–1 | Philippines  |
| -------------------------------------------------------------- | --- | ------------ |
| Paulo 2' · José Martins 63', 52' · Cho Chi-Man 64' · Pinto 82' |     | Kalalang 63' |

| Hồng Kông | 0–2 | Trung Quốc                  |
| --------- | --- | --------------------------- |
|           |     | Fan Zhiyi 51' · Wei Qun 89' |

### Bảng 3
| Đội           | ST | T | H | B | BT | BB | HS  | Đ  | Giành quyền tham dự |     | Thái Lan | Singapore | Myanmar | Maldives |
| ------------- | -- | - | - | - | -- | -- | --- | -- | ------------------- | --- | -------- | --------- | ------- | -------- |
| Thái Lan (H)  | 6  | 4 | 2 | 0 | 31 | 5  | +26 | 14 | AFC Asian Cup 1996  |     |          | 1–1       | 5–1     | 8–0      |
| Singapore (H) | 6  | 3 | 3 | 0 | 16 | 7  | +9  | 12 |                     |     | 2–2      |           | 2–2     | 5–2      |
| Myanmar       | 6  | 2 | 1 | 3 | 11 | 20 | −9  | 7  |                     | 1–7 | 0–4      |           | 3–1     |          |
| Maldives      | 6  | 0 | 0 | 6 | 4  | 30 | −26 | 0  |                     | 0–8 | 0–2      | 1–4       |         |          |

| Thái Lan | 8–0 | Maldives |
| -------- | --- | -------- |
|          |     |          |

| Myanmar | 0–4 | Singapore |
| ------- | --- | --------- |
|         |     |           |

| Thái Lan | 5–1 | Myanmar |
| -------- | --- | ------- |
|          |     |         |

| Maldives | 0–2 | Singapore |
| -------- | --- | --------- |
|          |     |           |

| Thái Lan | 1–1 | Singapore |
| -------- | --- | --------- |
|          |     |           |

| Myanmar | 3–1 | Maldives |
| ------- | --- | -------- |
|         |     |          |

| Maldives | 0–8 | Thái Lan |
| -------- | --- | -------- |
|          |     |          |

| Singapore | 2–2 | Myanmar |
| --------- | --- | ------- |
|           |     |         |

| Myanmar | 1–7 | Thái Lan |
| ------- | --- | -------- |
|         |     |          |

| Singapore | 5–2 | Maldives |
| --------- | --- | -------- |
|           |     |          |

| Maldives | 1–4 | Myanmar |
| -------- | --- | ------- |
|          |     |         |

| Singapore | 2–2 | Thái Lan |
| --------- | --- | -------- |
|           |     |          |

### Bảng 4
| VT | Đội          | ST | T | H | B | BT | BB | HS | Đ | Giành quyền tham dự |  | Indonesia | Malaysia | Ấn Độ |
| -- | ------------ | -- | - | - | - | -- | -- | -- | - | ------------------- |  | --------- | -------- | ----- |
| 1  | Indonesia    | 2  | 1 | 1 | 0 | 7  | 1  | +6 | 4 | AFC Asian Cup 1996  |  |           |          | 7–1   |
| 2  | Malaysia (H) | 2  | 1 | 1 | 0 | 5  | 2  | +3 | 4 |                     |  | 0–0       |          | 5–2   |
| 3  | Ấn Độ        | 2  | 0 | 0 | 2 | 3  | 12 | −9 | 0 |                     |  |           |          |       |

| Malaysia | 0–0 | Indonesia |
| -------- | --- | --------- |
|          |     |           |

| Indonesia                                                          | 7–1 | Ấn Độ        |
| ------------------------------------------------------------------ | --- | ------------ |
| Indriyanto 12', 74' · Rochy 18', 52' · Ansyari 42', 49' · Peri 77' |     | T. Kumar 11' |

| Malaysia                                                                | 5–2 | Ấn Độ                                      |
| ----------------------------------------------------------------------- | --- | ------------------------------------------ |
| Zainal Abidin 12', 57' · Dollah Salleh 21' (ph.đ.), 54' · Abu Bakar 71' |     | Carlton Chapman 46' · Bhaichung Bhutia 78' |

### Bảng 5
| Đội       | ST | T | H | B | BT | BB | HS  | Đ  | Giành quyền tham dự |     | Iran | Oman | Sri Lanka | Nepal |
| --------- | -- | - | - | - | -- | -- | --- | -- | ------------------- | --- | ---- | ---- | --------- | ----- |
| Iran (H)  | 6  | 6 | 0 | 0 | 27 | 1  | +26 | 18 | AFC Asian Cup 1996  |     |      | 2–0  | 7–0       | 8–0   |
| Oman (H)  | 6  | 4 | 0 | 2 | 23 | 5  | +18 | 12 |                     |     | 1–2  |      | 10–0      | 2–1   |
| Sri Lanka | 6  | 2 | 0 | 4 | 5  | 25 | −20 | 6  |                     | 0–4 | 0–3  |      | 3–1       |       |
| Nepal     | 6  | 0 | 0 | 6 | 2  | 26 | −24 | 0  |                     | 0–4 | 0–7  | 0–2  |           |       |

| Oman | 3–0 | Sri Lanka |
| ---- | --- | --------- |
|      |     |           |

| Iran                                                                              | 8–0 | Nepal |
| --------------------------------------------------------------------------------- | --- | ----- |
| Bagheri 10' (ph.đ.), 60' · Daei 14', 36', 84', 87' · Garousi 51' · Hakimzadeh 73' |     |       |

| Oman | 7–0 | Nepal |
| ---- | --- | ----- |
|      |     |       |

| Iran                                                     | 7–0 | Sri Lanka |
| -------------------------------------------------------- | --- | --------- |
| Daei 30', 64', 65', 70', 77' · Bagheri 62' · Garousi 69' |     |           |

| Sri Lanka | 3–1 | Nepal |
| --------- | --- | ----- |
|           |     |       |

| Iran                 | 2–0 | Oman |
| -------------------- | --- | ---- |
| Daei 5' · Estili 84' |     |      |

| Iran                                   | 4–0 | Sri Lanka |
| -------------------------------------- | --- | --------- |
| Bagheri 17', 54', 68' · Mansourian 78' |     |           |

| Oman | 2–1 | Nepal |
| ---- | --- | ----- |
|      |     |       |

| Iran                                                | 4–0 | Nepal |
| --------------------------------------------------- | --- | ----- |
| Daei 27' · Bagheri 38', 44' (ph.đ.) · Shahroudi 66' |     |       |

| Oman | 10–0 | Sri Lanka |
| ---- | ---- | --------- |
|      |      |           |

| Nepal | 0–2 | Sri Lanka |
| ----- | --- | --------- |
|       |     |           |

| Oman                 | 1–2 | Iran                           |
| -------------------- | --- | ------------------------------ |
| Al-Habsi 60' (ph.đ.) |     | Daei 23' · Bagheri 88' (ph.đ.) |

### Bảng 6
| VT | Đội        | ST | T | H | B | BT | BB | HS | Đ | Giành quyền tham dự |     | Iraq | Jordan | Pakistan | Bangladesh |
| -- | ---------- | -- | - | - | - | -- | -- | -- | - | ------------------- | --- | ---- | ------ | -------- | ---------- |
| 1  | Iraq       | 2  | 2 | 0 | 0 | 4  | 0  | +4 | 6 | AFC Asian Cup 1996  |     |      |        |          |            |
| 2  | Jordan (H) | 2  | 1 | 0 | 1 | 4  | 1  | +3 | 3 |                     |     | 0–1  |        | 4–0      |            |
| 3  | Pakistan   | 2  | 0 | 0 | 2 | 0  | 7  | −7 | 0 |                     | 0–3 |      |        |          |            |
| 4  | Bangladesh | 0  | 0 | 0 | 0 | 0  | 0  | 0  | 0 | Bỏ cuộc             |     |      |        |          |            |

| Jordan                                               | 4–0 | Pakistan |
| ---------------------------------------------------- | --- | -------- |
| Al Fawzi 4', 17' · Ebritadahadeh 67' · Al Hallin 77' |     |          |

| Pakistan | 0–3 | Iraq                                   |
| -------- | --- | -------------------------------------- |
|          |     | Abbas 42' · Fawzi 65' · Shenaishil 67' |

| Jordan | 0–1 | Iraq       |
| ------ | --- | ---------- |
|        |     | Hashim 60' |

### Bảng 7
| Đội        | ST | T | H | B | BT | BB | HS | Đ | Giành quyền tham dự |     | Syria | Qatar | Kazakhstan |
| ---------- | -- | - | - | - | -- | -- | -- | - | ------------------- | --- | ----- | ----- | ---------- |
| Syria      | 4  | 3 | 0 | 1 | 6  | 2  | +4 | 9 | AFC Asian Cup 1996  |     |       | 3–1   | 2–0        |
| Qatar      | 4  | 2 | 0 | 2 | 5  | 4  | +1 | 6 |                     |     | 1–0   |       | 3–0        |
| Kazakhstan | 4  | 1 | 0 | 3 | 1  | 6  | −5 | 3 |                     | 0–1 | 1–0   |       |            |

| Kazakhstan   | 1–0 | Qatar |
| ------------ | --- | ----- |
| Nizovtsev 7' |     |       |

| Syria                         | 2–0 | Kazakhstan |
| ----------------------------- | --- | ---------- |
| Taleb 21' · M. Sheikh-Dib 34' |     |            |

| Qatar        | 1–0 | Syria |
| ------------ | --- | ----- |
| Al-Enazi 35' |     |       |

| Qatar                                    | 3–0 | Kazakhstan |
| ---------------------------------------- | --- | ---------- |
| Al-Obaidly 5' · Soufi 21' · Al-Enazi 43' |     |            |

| Kazakhstan | 0–1 | Syria        |
| ---------- | --- | ------------ |
|            |     | Al Boushi 9' |

| Syria                                               | 3–1 | Qatar        |
| --------------------------------------------------- | --- | ------------ |
| Helou 17' · M. Sheikh-Dib 48' · Khalifa 76' (ph.đ.) |     | Al-Enazi 58' |

### Bảng 8
| Đội        | ST | T | H | B | BT | BB | HS | Đ | Giành quyền tham dự |  | Uzbekistan | Tajikistan | Bahrain |
| ---------- | -- | - | - | - | -- | -- | -- | - | ------------------- |  | ---------- | ---------- | ------- |
| Uzbekistan | 2  | 1 | 0 | 1 | 5  | 4  | +1 | 3 | AFC Asian Cup 1996  |  |            | 5–0        |         |
| Tajikistan | 2  | 1 | 0 | 1 | 4  | 5  | −1 | 3 |                     |  | 4–0        |            |         |
| Bahrain    | 0  | 0 | 0 | 0 | 0  | 0  | 0  | 0 | Rút lui             |  |            |            |         |

| Tajikistan                                               | 4–0 | Uzbekistan |
| -------------------------------------------------------- | --- | ---------- |
| Fuzaylov 3' (ph.đ.) · Ashurmamadov 65', 67' · Avakov 87' |     |            |

| Uzbekistan                                                                   | 5–0 (s.h.p.) | Tajikistan |
| ---------------------------------------------------------------------------- | ------------ | ---------- |
| Kasymov 4' (ph.đ.), 33' (ph.đ.) · Andreyev 8' · Shkvyrin 72' · Musabayev 95' |              |            |

### Bảng 9
| Đội             | ST | T | H | B | BT | BB | HS  | Đ  | Giành quyền tham dự |     | Ả Rập Xê Út | Kyrgyzstan | Yemen |
| --------------- | -- | - | - | - | -- | -- | --- | -- | ------------------- | --- | ----------- | ---------- | ----- |
| Ả Rập Xê Út (H) | 4  | 4 | 0 | 0 | 10 | 0  | +10 | 12 | AFC Asian Cup 1996  |     |             | 3–0        | 4–0   |
| Kyrgyzstan      | 4  | 1 | 0 | 3 | 3  | 7  | −4  | 3  |                     |     | 0–2         |            | 3–1   |
| Yemen           | 4  | 1 | 0 | 3 | 2  | 8  | −6  | 3  |                     | 0–1 | 1–0         |            |       |

| Ả Rập Xê Út                            | 3–0 | Kyrgyzstan |
| -------------------------------------- | --- | ---------- |
| Al-Thunayan 7', 38' · Amin 57' (ph.đ.) |     |            |

| Yemen              | 1–0 | Kyrgyzstan |
| ------------------ | --- | ---------- |
| Sharaf Mahfood 57' |     |            |

| Ả Rập Xê Út                                        | 4–0    | Yemen |
| -------------------------------------------------- | ------ | ----- |
| Al-Thunayan 42', 53' · Falatah 59' · Al-Hamdan 66' | Report |       |

| Kyrgyzstan | 0–2 | Ả Rập Xê Út                   |
| ---------- | --- | ----------------------------- |
|            |     | Falatah 25' · Al-Thunayan 67' |

| Kyrgyzstan                                | 3–1 | Yemen         |
| ----------------------------------------- | --- | ------------- |
| Kadyrov 43' · Rybakov 50' · Khaytbaev 75' |     | Ben Rabah 21' |

| Yemen | 0–1    | Ả Rập Xê Út   |
| ----- | ------ | ------------- |
|       | Report | Al-Hamdan 12' |

### Bảng 10
| VT | Đội          | ST | T | H | B | BT | BB | HS | Đ | Giành quyền tham dự |     | Kuwait | LBN | Turkmenistan |
| -- | ------------ | -- | - | - | - | -- | -- | -- | - | ------------------- | --- | ------ | --- | ------------ |
| 1  | Kuwait       | 4  | 2 | 2 | 0 | 9  | 5  | +4 | 8 | AFC Asian Cup 1996  |     |        | 0–0 | 2–0          |
| 2  | Liban        | 4  | 2 | 1 | 1 | 7  | 6  | +1 | 7 |                     |     | 3–5    |     | 3–1          |
| 3  | Turkmenistan | 4  | 0 | 1 | 3 | 3  | 8  | −5 | 1 |                     | 2–2 | 0–1    |     |              |

| Turkmenistan                | 2–2 | Kuwait                  |
| --------------------------- | --- | ----------------------- |
| Urazow 3' · Plyushchenko 8' |     | Haji 13' · Al-Dawod 89' |

| Kuwait                     | 2–0 | Turkmenistan |
| -------------------------- | --- | ------------ |
| Sulaiman 18' · Bekheet 68' |     |              |

| Liban                             | 3–1 | Turkmenistan |
| --------------------------------- | --- | ------------ |
| Nahza 28' · Taha 68' · Karnib 90' |     | Bondoyev 20' |

| Turkmenistan | 0–1 | Liban         |
| ------------ | --- | ------------- |
|              |     | Ghazarian 33' |

| Liban                         | 3–5 | Kuwait                                                               |
| ----------------------------- | --- | -------------------------------------------------------------------- |
| Nazha 6' · Ghazarian 10', 46' |     | Al-Otaybi 16' · Al-Shlimi 27' · Al-Hindi 30' · Haji 66' · Wabran 84' |

| Kuwait | 0–0 | Liban |
| ------ | --- | ----- |
|        |     |       |

## Các đội vượt qua vòng loại
| Đội         | Tư cách                    | Ngày vượt qua vòng loại | Số lần tham dự AFC Asian Cup trước đây1      |
| ----------- | -------------------------- | ----------------------- | -------------------------------------------- |
| Nhật Bản    | Vô địch AFC Asian Cup 1992 | 8 tháng 11 năm 1992     | 2 (1988, 1992)                               |
| UAE         | Chủ nhà                    | 29 tháng 4 năm 1993     | 4 (1980, 1984, 1988, 1992)                   |
| Ả Rập Xê Út | Nhất bảng 9                | 2 tháng 2 năm 1996      | 3 (1984, 1988, 1992)                         |
| Trung Quốc  | Nhất bảng 2                | 4 tháng 2 năm 1996      | 5 (1976, 1980, 1984, 1988, 1992)             |
| Indonesia   | Nhất bảng 4                | 4 tháng 3 năm 1996      | 0 (lần đầu)                                  |
| Uzbekistan  | Nhất bảng 8                | 19 tháng 6 năm 1996     | 0 (lần đầu)                                  |
| Kuwait      | Nhất bảng 10               | 20 tháng 6 năm 1996     | 5 (1972, 1976, 1980, 1984, 1988)             |
| Iran        | Nhất bảng 5                | 21 tháng 6 năm 1996     | 7 (1968, 1972, 1976, 1980, 1984, 1988, 1992) |
| Thái Lan    | Nhất bảng 3                | 9 tháng 7 năm 1996      | 2 (1972, 1992)                               |
| Syria       | Nhất bảng 7                | 19 tháng 7 năm 1996     | 3 (1980, 1984, 1988)                         |
| Hàn Quốc    | Nhất bảng 1                | 11 tháng 8 năm 1996     | 7 (1956, 1960, 1964, 1972, 1980, 1984, 1988) |
| Iraq        | Nhất bảng 6                | 13 tháng 8 năm 1996     | 2 (1972, 1976)                               |

1. In đậm chỉ năm vô địch, in nghiêng chỉ năm đội đó là nước chủ nhà